# Трьолладинг'я
Трьолладинг'я (ісл. Trölladyngja,  «щит троля» ) — найбільший із ісландських щитових вулканів,  висотою 1468 м над рівнем моря і понад 600 м над навколишнею пустелею та лавовими полями. Розташованій у лавовому полі Одадахраун (ісл. Ódáðahraun), 

## Опис
Тип вулкана — стратовулкан. Він майже 10 км у діаметрі та має ухил 4-5° на нижніх схилах та 6-8° на більшій висоті. Його витягнутий кратер має довжину від 1 200 до 1 500 м, ширину 500 м та близько 100 м у глибину.
Більшість його лавових полів витікали у північному напрямку, один з язиків досяг долини Бардардалур (ісл. Bárðardalur), яка лежить на відстані приблизно 100 км  від вулкана.
Останнє виверження вулкана було в 1961 році.